# Nabuchodonosor Ier
Pour les articles homonymes, voir Nabuchodonosor.
Nabuchodonosor Ier (sumérien : AG.NIG.DU-URU et PA.NIG.DU-PAP, médio-babylonien : Nabû-kudurrī-uṣur (« Nabû, protège mon fils aîné ») ; araméen : ܢ ܵܒܘ ܟܘ ܕܘ ܼܪܝ ܼܘܨܘ ܪ ; hébreu : נבכדנאצר Nəḇūḵhaḏnatṣṣar ; grec ancien : Ναβουχοδονόσωρ Naboukhodonósôr ; arabe : نبوخذنصر nabūkhaḏnaṣṣar) fut le roi de Babylone de 1125 environ à 1104 av. J.-C. Il ne doit pas être confondu avec le plus célèbre Nabuchodonosor II, mentionné dans la Bible hébraïque.
Il est considéré comme le plus grand roi de la dynastie de Pashe (la « Seconde dynastie d'Isin »), une suite de souverains qui ont régné sur le trône babylonien à partir de 1154 av. J.-C. Nabuchodonosor est un roi guerrier. Il fait campagne dans le Zagros central et en Assyrie, dont il assiège même la capitale. Son plus grand succès est d'avoir infligé en 1129 une défaite aux Élamites, qui avaient envahi la Babylonie au milieu du XIIe siècle avant d'être chassés par le prédécesseur de Nabuchodonosor. Ce dernier décida d'attaquer leur roi Hutelutush-Inshushinak sur son propre territoire. Repoussé une première fois, il réussit à l'emporter dans un second temps, grâce à la défection d'un chef élamite nommé Shitti-Marduk qui lui prêta ses troupes et força ses adversaires à se retirer dans le pays d'Anshan. Cet exploit fut rapporté dans une inscription sur kudurru au style épique très enlevé. Cette victoire vaut au vainqueur une réputation de héros.
Nabuchodonosor s'est ensuite occupé d'étendre et solidifier les frontières, engageant Babylone dans un conflit avec les Assyriens.